# Карлівський ґебіт
Ка́рлівський  ґебі́т, Ка́рлівська окру́га (нім. Kreisgebiet Karlowka) — адміністративна одиниця Генеральної округи Київ Райхскомісаріату Україна під час німецької окупації Української РСР протягом Німецько-радянської війни. Адміністративним центром ґебіту було місто Карлівка.

## Історія
Ґебіт утворено 1 вересня 1942 року на території Полтавської області. Формально існував до 1944 року. Охоплював територію трьох районів Полтавської області: Карлівського, Машівського і Чутівського — та, відповідно, поділявся на три райони (нім. Rayons): Карлівка (нім. Rayon Karlowka), Машівка (нім. Rayon Maschewka) і Чутове (нім. Rayon Tschutowo),  межі яких збігалися з тогочасним радянським адміністративним поділом. При цьому зберігалася структура адміністративних і господарських органів УРСР. Всі керівні посади в ґебіті обіймали німці, головним чином з числа тих, що не підлягали мобілізації до вермахту. Лише старостами районів і сіл призначалися лояльні до окупантів місцеві жителі або фольксдойчі. Керівництво Карлівської округи у 1943 році видавало тижневик «Рідний край».
Ґебіт був чи не найменшим за кількістю населення, до того ж із яскраво вираженою сільськогосподарською спеціалізацією. Станом на серпень 1942 року в Карлівському районі Карлівської округи 12 громадських господарств стали хліборобськими спілками, у яких 1613 селянських дворів отримали 10 303 гектари землі. Громадські господарства району володіли 5-ма олійницями, 7-ма паровими і 16-ма вітряними млинами. В Карлівці на базі сепараторного пункту було збудовано маслозавод.